# Dipterocarpus bourdilloni
Dipterocarpus bourdilloni är en tvåhjärtbladig växtart som beskrevs av Dietrich Brandis. Dipterocarpus bourdilloni ingår i släktet Dipterocarpus och familjen Dipterocarpaceae. Inga underarter finns listade i Catalogue of Life.